# Bandera de Moultrie
La bandera de Moultrie, també coneguda com la bandera de la Llibertat, fou una bandera utilitzada durant la guerra de la Independència dels Estats Units. Està formada per un camp blau marí amb una lluna creixent blanca al quarter amb la inscripció "LIBERTY".
El símbol del quarter superior esquerra de la bandera és descrit algun cop com un gorjal, però els textos de l'època la descriuen simplement com un "creixent".

## Origen
La bandera fou dissenyada el 1775, per encàrrec, pel coronel William Moultrie i utilitzada per les seves tropes en la defensa reeixida de l'illa de Sullivan contra la flota britànica el juny de 1776. Lluitant durant un bombardeig i un setge de deu hores, les forces de Moultrie (principalment el 2n Regiment de Carolina del Sud) finalment van portar els britànics a retirar-se, salvant Charleston per a la causa americana. Aquesta victòria va salvar les colònies del sud de la invasió durant dos anys més i va fer que la bandera guanyés l'afecte de la facció patriota de Carolina del Sud, a més de consolidar-la com a símbol de llibertat al Sud i de la nova confederació en general.
D'aquesta manera, es va convertir en l'estàndard de la milícia Patriota de Carolina del Sud, i quan la guerra va acabar amb l'alliberament de Charleston, el 14 de desembre de 1782, va ser presentada pel "Southern Continental & Militia Army" del general Nathanael Greene, com la primera bandera americana desplegada al sud.

## Patrimoni

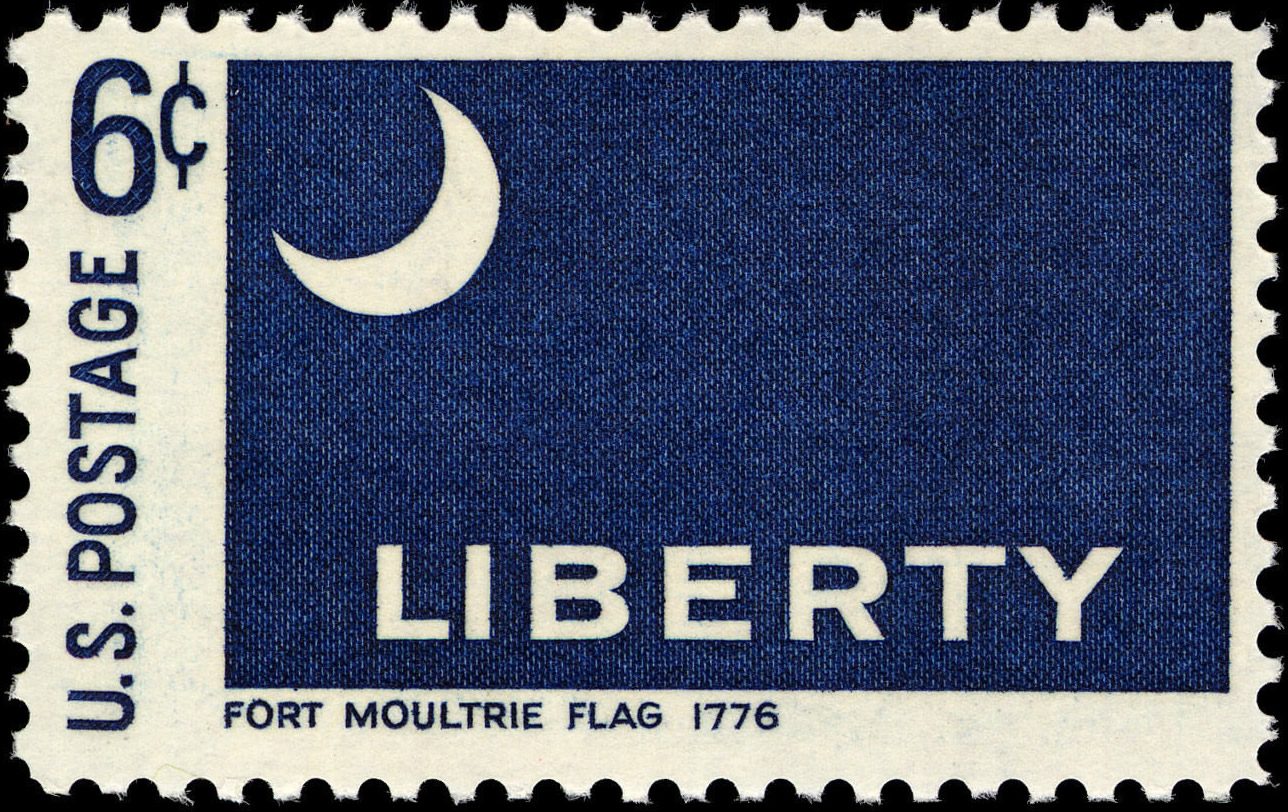
Segell de 1968 amb un valor de 6 centaus amb la bandera de Moultrie

Imatge icònica de l'estat de Carolina del Sud com a símbol de llibertat i de la Revolució, finalment es va utilitzar com a base per a la bandera de l'estat i també és la bandera del comtat de Moultrie a l'estat d'Illinois. El fort l'illa de Sullivan va ser rebatejat com a Fort Moultrie, i la bandera de vegades es coneix també com la Bandera de Fort Moultrie.
La bandera apareix en un segell dels Estats Units de 1968 i també oneja al destructor USS Paul Hamilton (DDG-60) de la Marina dels Estats Units en honor a Paul Hamilton, tercer secretari de la Marina dels Estats Units, de 1809 a 1813, i el 42è governador de Carolina del Sud.